# Lubomír Hargaš
Lubomír Hargaš (Ivančice, Checoslováquia, 16 de outubro de 1967) é um desportista checo que competiu pára a Checoslováquia no ciclismo na modalidade de pista, especialista na prova de tandem.
Ganhou seis medalhas no Campeonato Mundial de Ciclismo em Pista entre os anos 1987 e 1993.

## Medalheiro internacional
| Representando a Tchecoslováquia |                       |                   |            |
| Campeonato Mundial              |                       |                   |            |
| Ano                             | Lugar                 | Medalha           | Competição |
| 1987                            | Viena ( Áustria)      | Medalha de bronze | Tandem (A) |
| 1988                            | Gante ( Bélgica)      | Medalha de bronze | Tandem (A) |
| 1989                            | Lyon ( França)        | Medalha de prata  | Tandem (A) |
| 1991                            | Stuttgart ( Alemanha) | Medalha de prata  | Tandem (A) |
| 1992                            | Valencia ( Espanha)   | Medalha de prata  | Tandem (A) |
| Representando à Chéquia         |                       |                   |            |
| 1993                            | Hamar ( Noruega)      | Medalha de bronze | Tandem     |